# 暁飯島工業
暁飯島工業株式会社（あかつきいいじまこうぎょう、英: AKATSUKI EAZIMA CO.,LTD.）は、茨城県水戸市に本社を置く建設会社である。

## 沿革
- 1953年（昭和28年）9月 ‐ 株式会社飯島商会が設立される
- 1985年（昭和60年）11月 ‐ 飯島工業株式会社に商号変更
- 1994年（平成6年）4月 ‐ JASDAQ証券取引所に株式上場
- 2001年（平成13年）9月 ‐暁建設工業株式会社と合併し、「暁飯島工業株式会社」に社名変更

## 主な事業所
- 東京支店

〒110-0005
東京都台東区上野7丁目6番11号 第一下谷ビル5階
- つくば支店

〒305-0074
茨城県つくば市高野台2丁目10番1号

## 取引銀行
- 常陽銀行
- 筑波銀行
- みずほ銀行
- 水戸信用金庫